# Валентин Станков (езиковед)
Валентин Славчев Станков е български езиковед, академик на Българската академия на науките.

## Биография
Роден е на 17 март 1936 г. в Мездра. Завършва българска филология в Софийския университет. В периода 1985 – 1997 г. е старши научен сътрудник в Института за български език при БАН. От 1995 г. е член-кореспондент, а през 2003 г. е избран за академик. През 1997 – 1999 г. е директор на Института за български език при БАН. Умира на 8 декември 2003 г.

## Научна дейност
Научните му приноси са в областта на морфологията на съвременния български език, историята на новобългарския книжовен език, езиковата култура, транскрипцията на чуждите имена, езиковото строителство. Автор е на „Българските глаголни времена“ (1969), „Стилистични особености на българския глагол“ (1981). Участва в изработването на тритомната „Граматика на съвременния български език“ (1982 – 1983) и на два правописни речника.